# Parnassius acco
Parnassius acco – gatunek dużego azjatyckiego motyla z rodziny paziowatych.

## Morfologia
Strona grzbietowa ubarwiona matowo, szarobiało. Przednie skrzydła z czarnym brzegiem i nakrapianiem, prócz czarnych łusek występują też białe. Przyśrodkowo i szczytowo biegną krótkie, szerokie, poprzeczne, czarne pasy. Przy czubku nieregularny wijący się ciemny dyskoidalny pas, rozpościerający się zwykle od żebra do trzeciej żyły, u niektórych osobników do brzegu grzbietowego. zwykle obejmuje też przednią karmazynową plamkę. Następnie mniej nieregularny i u niektórych osobników nieco szerszy końcowy poprzeczny pas podobny do poprzedniego, a także smukła ciągła linia grzbietowa.
Tylne skrzydła: część grzbietowa ciemna, tego samego koloru zewnętrzny brzeg skrzydła, nieregularnie ząbkowany. Dyskoidalne, podżebrowe i podstawne otoczone czernią plamki w kolorach od karmazynu do różowawej żółci. Następnie subterminalna seria czarnych księżycokształtnych ciapek i wąski końcowy pas, przekraczany i przerywany przez białe żyłkowaniew. Cilia obu skrzydeł of both wings wydatnie białe.
Strona spodnia o szkalnym wyglądzie. Skrzydło przednie prawie jak po stronie górnej, ale czarne znaczenia, nie licząc dwóch pasów, widziane tylko dzięki przezroczystości skrzydła ze strony grzbietowej. Tylne skrzydło białe, dyskoidalne, żebrowe i podstawne różowe i karmazynowe plamki także widoczne dzięki przezroczystości skrzydła. Dyskoidalne podwójnie źle odgraniczone serie czarnych ksężycowatych znaczeń poprzedzają serie przykońcowych podobnych znaczeń ze strony górnej, ich czerń jest jednak bardziej matowa, są mniej wyraźne.
Antennae matowe brązowoczarne, pokryte białymi łuskami. Brzuch czarny, pokryty rzadkimi, długimi białymi włosami.

## Występowanie
Pakistan, Kaszmir, Himachal Pradesh, Daleki Wschód do Sikkim, Nepalu i Chin.

## Status

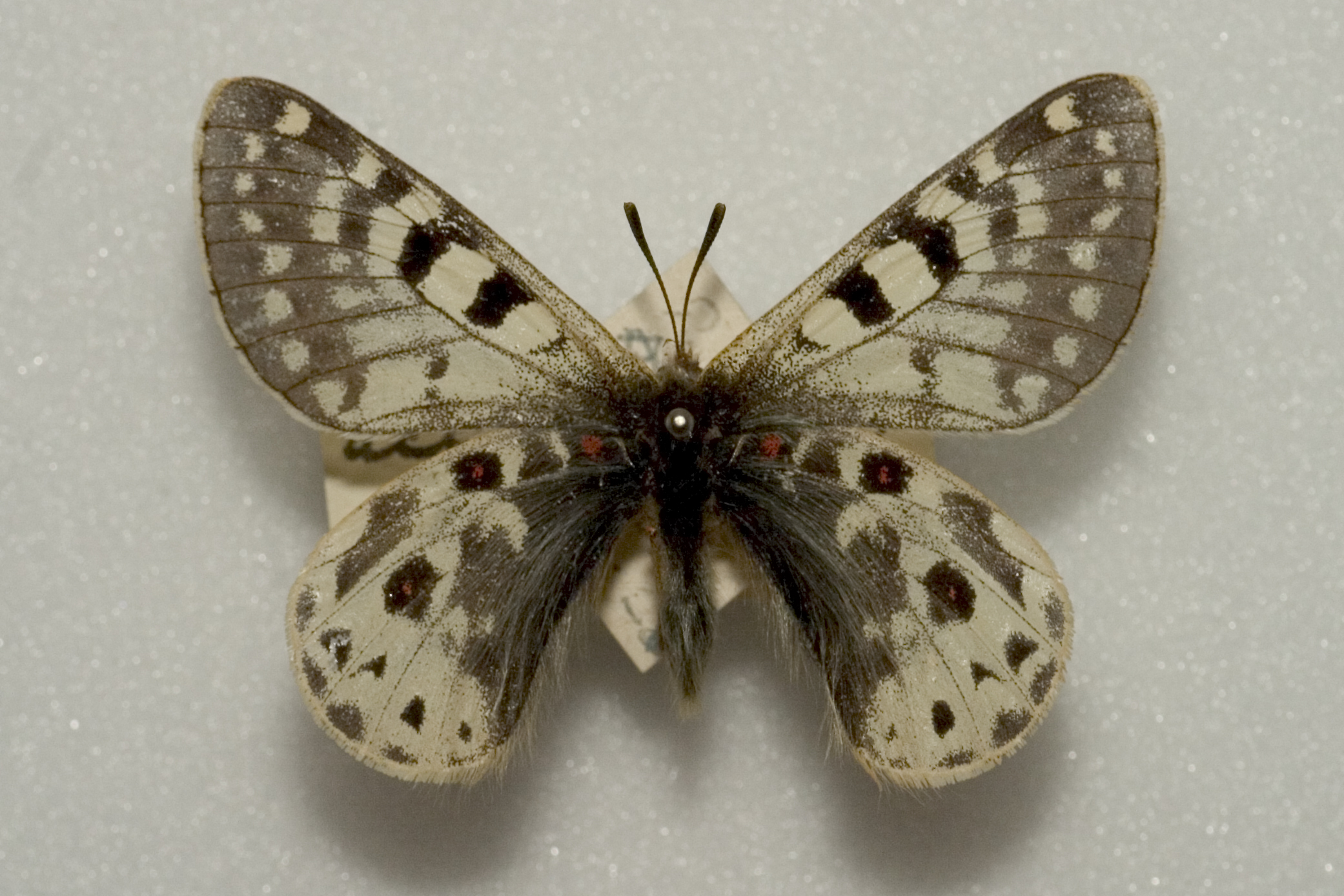
Parnassius acco gemmifer

Bardzo rzadki, a w ziwązku z tym kiepsko poznany. Podgatunek P. a. geminifer jest w Indiach chroniony prawem.